# Nils Peter Norlind
Nils Peter Norlind, född 8 april 1853 i Saxtorps församling, Malmöhus län, död 1927, var en svensk musikdirektör. Han var far till Wilhelm Norlind och morbror till Ernst, Tobias och Arnold Norlind.
Norlind, som var son till organisten Nils N-n Norlind, blev student vid Lunds universitet 1875, filosofie kandidat 1886, avlade organist- och kyrkosångarexamen i Lund 1882 och vid Musikkonservatoriet i Stockholm 1888. Han var musiklärare vid folkskollärarseminariet i Lund 1889–1919 och organist vid Allhelgonakyrkan i Lund i Lund från 1891. 
Norlind grundade tillsammans med sin maka Hanna Hallberg-Norlind, N.P. Norlinds musikskola i Lund samt Sydsvenska musikkonservatoriet i Lund 1909 och var föreståndare där 1909–1912. Han var examinator i organist- och kyrkosångarexamen i Lunds stift från 1893. Han utgav bland annat Orgelns allmänna historia (1912) och var medarbetare i tidningar.
Makarna Norlind är begravda på Norra kyrkogården i Lund.